# Білогородка (Дубенський район)
Білогоро́дка — село в Україні, у Вербській сільській громаді Дубенського району Рівненської області. Населення становить 700 осіб.

## Історія
У 1906 році село Вербівської волості Дубенського повіту Волинської губернії. Відстань від повітового міста 19 верст, від волості 5. Дворів 115, мешканців 324.
7 (20) листопада 1917 року, відповідно до Третього Універсалу Української Центральної Ради, увійшло до складу Української Народної Республіки.
12 червня 2020 року, відповідно до розпорядження Кабінету Міністрів України № 722-р від «Про визначення адміністративних центрів та затвердження територій територіальних громад Рівненської області», увійшло до складу Вербської сільської громади.
19 липня 2020 року, в результаті адміністративно-територіальної реформи та ліквідації  Дубенського (1939—2020) району, село увійшло до складу новоутвореного Дубенського району.

## Церква святого апостола і євангеліста Луки
1914 року в Білогородці освячено храм на честь святого апостола і євангелиста Луки.
На запрошення настоятеля храму та громади 31 жовтня 2014 року архієпископ Рівненський і Острозький Іларіон відвідав парафію, яка нещодавно перейшла в юрисдикцію Рівненської єпархії УПЦ КП..
8 вересня 2016 року громада УПЦ МП села Білогородка відслужила першу літургію у новозбудованому храмі, зведеному для молитов замість попередньої церкви.